# Idris Ibaev
Idris Hanpasaevic Ibaev (russisch Идрис Ханпашевич Ибаев; * 12. November 1999 in Goity, Tschetschenische Republik, Russland) ist ein deutscher Ringer tschetschenischer Herkunft, der im griechisch-römischen Stil antritt. Im Mai 2021 belegte er bei den U23-Europameisterschaften, die im mazedonischen Skopje stattfanden, den dritten Platz in der Gewichtsklasse bis 72 Kilogramm. In dieser Gewichtsklasse wurde er im November desselben Jahres U23-Weltmeister.

## Werdegang
Idris Ibaev wuchs in Goity, einem Dorf in der russischen Teilrepublik Tschetschenien auf, wo er auch mit dem Ringen begann. Bereits im Kindesalter zeigte er ein hohes Interesse für Kampfsport. Zunächst wollte er Boxer werden, doch die örtlichen Gegebenheiten und die geringen Transportmöglichkeiten erlaubten nicht den Trainingsbesuch in der entfernten Boxhalle. Durch den Einfluss seiner Freunde, die zum Großteil Ringer waren, entwickelte Ibaev schließlich eine Liebe zum Ringen. Er rang anfangs im freien Stil, wo er einige Erfolge nachweisen kann. Später wechselte er dann zum griechisch-römischen Stil und ist diesem bis heute treu geblieben. Ende 2013 kam Idris Ibaev gemeinsam mit seiner Familie nach Deutschland und lebte im nordrhein-westfälischen Hagen. Auch in Deutschland trainierte er neben dem Schulbesuch konstant weiter und trat für verschiedene Mannschaften bei Meisterschaften an. Ibaevs Leistungen wurden vom Bundestrainer Michael Carl bemerkt, der ihn auf Lehrgänge der Nationalmannschaft einlud. Im Jahr 2020 erhielt Idris Ibaev die deutsche Staatsbürgerschaft und vertritt seitdem die deutschen Farben auf internationaler Ebene.
Zu seinen sportlichen Erfolgen zählen Einzel- und Mannschaftsturniersiege auf Landesebene, sowie einige internationale Turnierteilnahmen, wie beispielsweise das alljährliche Thor-Masters-Turnier in Dänemark, wo er 2020 den ersten Platz erringen konnte. Das erste „große“ Turnier seiner Karriere bestritt er im Dezember 2020, als er für Deutschland beim Individual World Cup in Belgrad im Mittelgewicht bis 72 kg auf die Matte ging. Hier landete er auf Rang 7. Ein halbes Jahr später, im Mai 2021, konnte Ibaev schließlich seine erste internationale Medaille gewinnen, als er bei den U23-Europameisterschaften in Skopje Bronze erkämpfte. Im Oktober 2021 trat Idris Ibaev bei den Weltmeisterschaften der Männer in der norwegischen Hauptstadt Oslo an. Auch hier ging er in der Gewichtsklasse bis 72 kg an den Start. In der Qualifikationsrunde verlor er gegen den Aserbaidschanen Ülvi Qənizadə und landete am Ende lediglich auf Platz 15. Im selben Monat feierte er den wohl größten Erfolg seiner Karriere: Er wurde U23-Weltmeister in der Gewichtsklasse bis 72 kg, bei den Weltmeisterschaften in Belgrad. In vier Kämpfen überwand Ibaev seine Gegner mit einer Punktebilanz von 34:3 Punkten. Im Finale besiegte er den Silbermedaillengewinner der vergangenen Männer-Weltmeisterschaften Sergei Kutusow aus Russland mit 3:1 Punkten. Damit wurde er Deutschlands erster U23-Weltmeister im griechisch-römischen Bereich. 2022 nahm Ibaev erneut an der U23-EM statt, die im bulgarischen Plowdiw ausgetragen wurde. Er konnte dort abermals die Bronzemedaille in der Klasse bis 72 kg gewinnen.
Bereits seit 2016 ringt Idris Ibaev in der deutschen Ringer-Bundesliga. Sowohl in der ersten als auch in der 2. Ringer-Bundesliga vertrat er verschiedene Mannschaften, wie den KSV Witten, TV Essen-Dellwig oder ASV Schorndorf. Aktuell ringt Idris Ibaev beim SV Wacker Burghausen und wird dort von Matthias Maasch trainiert.

## Internationale Erfolge
| Jahr | Platz | Wettbewerb                              | Gewichtsklasse |
| ---- | ----- | --------------------------------------- | -------------- |
| 2020 | 7.    | Individual World Cup in Belgrad/Serbien | bis 72 kg      |
| 2021 | 3.    | U23-EM in Skopje/Mazedonien             | bis 72 kg      |
| 2021 | 15.   | WM in Oslo/Norwegen                     | bis 72 kg      |
| 2021 | 1.    | U23-WM in Belgrad/Serbien               | bis 72 kg      |
| 2022 | 3.    | U23-EM in Plowdiw/Bulgarien             | bis 72 kg      |

Erläuterungen
- alle Wettbewerbe im griechisch-römischen Stil
- EM = Europameisterschaften, WM = Weltmeisterschaften